# Ron Barrett
Ronald Barrett (* 25. Juli 1937) ist ein US-amerikanischer Illustrator und Künstler, bekannt für seine Illustrationen im Buch Wolkig mit Aussicht auf Fleischbällchen, geschrieben von seiner Frau Judi Barrett.

## Leben
Barrett ist Absolvent der School of industrial Art in New York City.  Während seiner Schulzeit war er Lehrling im Studio von Lucian Bernhard, einem deutschen Grafikdesigner. Er fand außerdem einen Mentor in Ervine Metzl, Illustrator und Präsident der Gemeinschaft der Illustratoren, welcher prognostizierte, dass der junge Mr. Barrett "...sowieso einer psychiatrischen Anstalt enden oder eine Million Dollar machen würde." (Original: "...would either wind up in a mental institution or make a million dollars.")
Nach dem frühen Abschluss gewann er die Goldmedaille des Art Directors Club of New York. Anschließend wendete er sich seinem zukünftigen Dasein als Illustrator, Autor und Puzzle-Entwickler zu. Er schrieb The Nutty News und illustrierte viele Bücher, unter anderem viele Kinderbücher von Judi Barrett wie die Serie der Wolkig mit Aussicht auf Fleischbällchen-Bücher und Tiere, die keine Kleidung tragen sollten. Er hat außerdem an sämtlichen Büchern für Erwachsene gearbeitet. Sein größter Erfolg war hierbei O.J.'s Legal Pad mit Henry Beard und John Boswell. Im Jahr 2009 wurde das Kinderbuch Wolkig mit Aussicht auf Fleischbällchen von Sony Animation verfilmt.
Barret erstellte während der 1970er Jahre viele Comics in der nationalen „Klatschzeitschrift“ (englisch: Lampoon), „Funny Pages“, wie zum Beispiel den Comic „Pointless Man“.

## Bücher
- Animals Should Definitely Not Act Like People, 1988 (ISBN 0-689-71287-1) (Illustrator mit Judi Barrett)
- Animals Should Definitely Not Wear Clothing, 1988 (ISBN 0-689-70807-6) (Illustrator mit Judi Barrett)
- Cloudy With a Chance of Meatballs, 1978 (ISBN 0-689-30647-4) (Illustrator mit Judi Barrett)
- Old Macdonald had some flats, 1969 (ISBN 0-582-15018-3) (Illustrator mit Judith Barrett)
- The Nutty News, 2005 (ISBN 0-375-92751-4)
- Pickles to Pittsburgh: The Sequel to Cloudy with a Chance of Meatballs, 1997 (ISBN 0-689-80104-1) (Illustrator mit Judi Barrett)